# Иван Джонев
Иван (Ванчо) Костов Джонев или Джонето (на румънски: Vanciu Gione) е български революционер от влашки произход, деец на Вътрешната македоно-одринска революционна организация и Вътрешната македонска революционна организация.

## Биография
Иван Джонев е роден на 2 август 1882 година в Крушево, тогава в Османската империя и по националност е влах. Завършва четвърто отделение в Цер, а след това в Крушевското класно училище. Там се присъединява към ВМОРО и участва в бойната десетка на Милан Динев. Власите Вангю Петреску и Николаки Балю решават да създадат прорумънски комитет в Крушево за борба със сърбите и гърците, като определят Иван Джонев за войвода, но след съвещание с дейци на ВМОРО се отказват от идеята си, за да не се влошат отношенията между българи и власи.
По време на Илинденско-Преображенското въстание Иван Джонев участва в защитата на Крушевската република, а след разгрома се укрива в Цер при чичо си. Зимата на 1903 се връща в Крушево и участва в противодействието на гръцката въоръжена пропаганда в Македония, околийският комитет на ВМОРО му възлага изпълнението на смъртната присъда на гъркоманина Коте Чавка. Иван Джонев минава в нелегалност и участва в четите на Милан Гюрлуков, Ташко Арсов, Петър Юруков, Георги Ралев. Секретар е в четата на Блаже Кръстев, а след смъртта му в 1911 става войвода. След младотурската революция от юли 1908 година остава в нелегалност. Арестуван е и е затворен в Битолския затвор, но е освободен след намесата на крушевчани.
През 1911 година се жени за Анастасия Нешкова от Прилеп.
Иван Джонев като районен крушовски войвода участва в освобождаването на Крушево през Балканската война на 25 октомври 1912 година заедно с четите на Методи Стойчев и Ставри Димитров. В града е установено временно българско управление, продължило до 15 ноември, когато в Крушево влизат сръбски части. На 15 ноември в града влиза сръбска рота, а четите на Стойчев, Джонев и Димитров събират оръжието от турските села и въоръжават местното българско население.
След това Джонев се присъединява към разузнавателните части на Македоно-одринското опълчение. Арестуван е, заедно със съпругата си, и е затворен в солунския затвор Беяз куле, откъдето по-късно е освободен след намеса на френския и румънския консули. Участва в Междусъюзническата война.
След окупацията на Вардарска и Егейска Македония от Сърбия и Гърция Джонев се включва с четата си в съпротивата на ВМОРО. Четата му се сражава със сръбски потери при село Прилепец. Джонев взима участие и в Първата световна война. Числи се като редник от партизанския отряд при Единадесета македонска дивизия. От щаба на дивизията му възлагат изпълнението на специални задачи с повишен риск. Същевременно участва в административното управление на Крушевска околия, а през 1917 – 1918 г. действа с четата си в района на Демирхисар, Охрид и Дебър,
След 1918 година се установява със семейството си в Горна Джумая, а от 1920 година участва в чети на ВМРО, навлизащи във Вардарска Македония, като завежда Крушовска околия. След убийството на Александър Протогеров през 1928 година е на страната на Иван Михайлов. Участва в убийството на Давидко Георгиев.
През 1931 година се преселва в София, от където е принуден да напусне след Деветнадесетомайския преврат. Оземлен е в Никопол, но през 1939 година се завръща в София. Арестуван е по подозрение за участие в атентат на железопътната линия София – Кюстендил и е инквизиран от полицията. През 1956 година се преселва в Плевен, където умира на 27 октомври 1967 година. Читалище в Плевен носи неговото име.